# Eisenerzbergwerk Konrad
Das Eisenerzbergwerk Konrad, auch Schachtanlage Konrad oder Endlager Konrad genannt, ist ein ehemaliges Eisenerz-Bergwerk im Norden der Stadt Salzgitter in der Nähe des Stadtteils Bleckenstedt. Das Erzlager wurde 1933 bei Probebohrungen nach Erdöl im Gifhorner Raum entdeckt. Der Bau des Bergwerks mit zwei Tagesschächten wurde Ende 1957 begonnen, der Abbau des Erzes wurde bis 1976 betrieben. Danach wurde das Bergwerk auf seine Verwendbarkeit zur Einlagerung schwachradioaktiver Abfälle untersucht und 1982 für geeignet befunden. Seit 2007 wird das Bergwerk zum Endlager Schacht Konrad umgebaut.

## Lagerstätte
Das Erzlager im Abbaugebiet von Schacht Konrad ist Teil des Gifhorner Troges, der mit einer Länge von 60 km und einer Breite von 8 bis 15 km bei Vorhop (Stadtteil von Wittingen) beginnt und im Bereich von Salzgitter-Hallendorf endet. Die Bleckenstedter Spezialmulde, die die eigentliche Erzlagerstätte des Bergwerks bildet, liegt am südlichen Ende dieses Trogs und beginnt etwa am Mittellandkanal. Das Erzlager beginnt in einer Tiefe von 700 bis 800 Metern, fällt mit ca. 20° nach Westen ein und reicht bis zu einer Tiefe von 1400 Metern. Die Mächtigkeit des Erzlagers liegt im Süden bei 4–6 m und erreicht im Norden 18 m, im Bereich der Grube liegt diese zwischen 12 und 18 m.
Das Erzlager besteht aus oolithischem Brauneisen des Oberen Jura und ist mit 150 Millionen Jahren die älteste der drei Erzlagerstätten im Salzgitter-Revier. Etwas jünger, nämlich 120 Millionen Jahre alt, sind die Erzlagerstätten am Salzgitter-Höhenzug (Gruben Finkenkuhle, Haverlahwiese und Hannoversche Treue), der Ringelheimer Mulde (Grube Gitter-Georg) und das Erzlager zwischen Flachstöckheim und Hornburg mit der Grube Worthlah-Ohlendorf, die zusammen das eigentliche Salzgitter-Erz bilden. Das jüngste Erzlager enthält Oberkreide-Erze, die vor etwa 80–90 Millionen Jahren entstanden sind, wie sie z. B. im Bereich von Peine, Ilsede und Lengede anfallen. Diese drei Erzlager des Salzgitter-Reviers sind nicht miteinander verbunden.
Der Eisengehalt des auf Konrad geförderten Erzes liegt bei 30–34 % Fe, die Basizität ist mit je 12–16 % SiO₂ und CaO ausgeglichen. Weiter enthält das geförderte Erz durchschnittlich 5 % Tonerde (Al₂O₃), 1,2 % MgO, 0,39 % Phosphor und 0,18 % Mangan. Das Roherz war für eine nassmechanische Aufbereitung nicht geeignet, zur Weiterverarbeitung wurde es mechanisch zerkleinert und direkt dem Hochofensinter beigemischt.

## Lagerstättenaufschluss
Da das Lager im Gegensatz zu den anderen Lagerstätten des Salzgitter-Reviers nicht zu Tage tritt, wurde es erst sehr spät entdeckt. Erstmals erbrachte 1933 eine Bohrung auf Erdöl in der Nähe der Ortschaft Calberlah im Landkreis Gifhorn den Nachweis von Eisenerz, das in Teufen von 661 bis 666 m und 676–678 m nachgewiesen wurde. Südlich des Mittellandkanals wurde das Lager erstmals 1934 durch die Bohrung Bortfeld 1 nachgewiesen, hier in einer Teufe zwischen 1172,6 und 1186,8 m. Es folgten bis 1936 weitere erfolgreiche Versuchsbohrungen auf Eisenerz, so Wendezelle 4, Siegfried-Hillerse 9 und Vechelde 1. Erste kleinere Mutungen auf die Eisenerzfunde wurden 1937/38 durch die Reichswerke und die Ilseder Hütte eingelegt. Umfangreiche Erkundungen nach Eisenerz wurden zwischen 1938 und 1943 im Rahmen des „Reichsbohrprogramms“ durchgeführt, in deren Folge 27 Felder gemutet und an die Gesellschaft für praktische Lagerstättenforschung (damals eine Tochtergesellschaft der Reichswerke, später PRAKLA), verliehen wurden. Im Herbst 1943 wurde bei Bleckenstedt in unmittelbarer Nähe des Hüttenwerkes der Reichswerke in einer Tiefe von 967,9 bis 986,7 m das bis dahin bedeutendste Erzlager gefunden.
Anfang der 1950er Jahre wurde die Erkundung der Lagerstätte intensiviert. Neben der Bergbau- und Hüttenbetriebe AG (Nachfolgegesellschaft der Reichswerke) beteiligten sich auch die Ilseder Hütte, die Harz-Lahn-Bergbau AG und die Barbara Erzbergbau AG an der Suche nach Lagerstätten. Die Salzgitter AG und die Ilseder Hütte gründeten im Dezember 1954 die Gewerkschaft Konrad, an der beide Unternehmen zur Hälfte beteiligt waren. Die Gewerkschaft war nach Konrad Ende, dem damaligen Aufsichtsratsvorsitzenden der Salzgitter AG, benannt worden. Zur Vermeidung von Interessenkonflikten zwischen den erzsuchenden Unternehmen hatte man sich auf die Bahnlinie Hannover-Wolfsburg als Grenze geeinigt, das Gebiet südlich dieser Linie wurde der Gewerkschaft Konrad zugesprochen. Bis Ende 1955 wurden der Gewerkschaft Konrad, die ihren Sitz in Groß Bülten hatte, 60 Felder der Ilseder Hütte und 37 Felder der Salzgitter Erzbergbau AG übertragen, diese Grubenfelder überdeckten eine Fläche von etwa 160 km². Seit Beginn der Untersuchungen im Jahr 1933 waren bis Ende 1957 insgesamt 90 Bohrungen mit zusammen 85,9 Bohrkilometern durchgeführt worden.

## Bau des Bergwerkes
Am 5. Juli 1956 gab die Salzgitter AG ihren Beschluss bekannt, die bergbauliche Erschließung des Erzlagers vorzunehmen. Dazu wurden von der Salzgitter Erzbergbau AG die acht südlichsten Grubenfelder von der Gewerkschaft Konrad angepachtet. Namentlich waren dies die Felder Bleckenstedt 2, Hallendorf 1, Engelnstedt 1, Albert 1, Hüttenberg 1, Alvesse 1 und Üfingen 1 und 2, diese überdeckten eine Fläche von 19,8 km².
Die Pläne sahen den Bau von zwei Tagesschächten vor, die für eine tägliche Förderung von 3000 bis 5000 Tonnen Roherz ausgelegt wurden. Das geförderte Erz sollte nach Zerkleinerung in der Sinteranlage des Hüttenwerkes dem Mischsinter beigegeben und von hier den Hochöfen zugeführt werden.

### Schacht Konrad 1

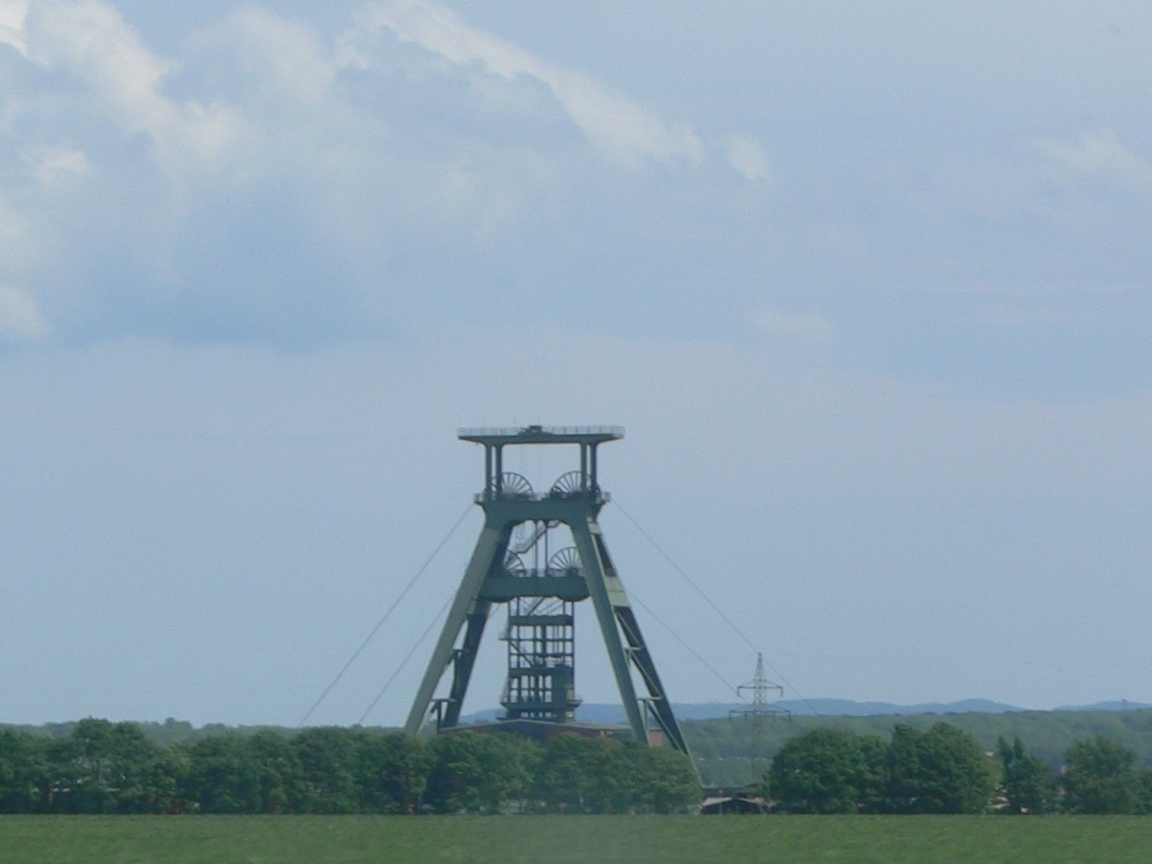
Fördergerüst Schachtanlage 1 (2005)

Die Bauarbeiten für den Schacht 1 wurden am 18. September 1957 mit dem Bau eines Vorschachtes von 12 m Durchmesser begonnen. Der Schachtansatzpunkt lag etwa 500 m nordwestlich der Ortschaft Bleckenstedt in einer Höhe von 98,5 m ü. NN. Nach Aufbau des Abteufgerüstes wurde am 3. Mai 1958 das eigentliche Abteufen des Schachtes begonnen. Die Arbeiten wurden unter Federführung der Vereinigten Untertag- und Schachtausbau (Veruschacht) GmbH und Beteiligung der Gewerkschaft Walter aus Essen (heute Deilmann-Haniel Shaftsinking GmbH) ausgeführt. Der Schacht war für eine lichte Weite von 7 m ausgelegt, unter Hinzurechnung des Mauerringes betrug der Durchmesser des Ausbruchs 8,4 m. Die Ausmauerung des Schachtes mit Betonformsteinen wurde immer dann fortgesetzt, wenn je nach Festigkeit des Gebirges etwa 18–25 m Schachtröhre aufgefahren worden waren. Für diese Arbeit wurde im Schacht eine Bühne mitgeführt, die von einer über Tage stehenden Kabelwinde auf- und abgefahren werden konnte und die zur Sicherung am Mauerwerk verankert wurde. Zur Förderung der bei den Teufarbeiten auf der Schachtsohle angefallenen Berge waren in der Mauerbühne zwei verschließbare Bühnenöffnungen angebracht, durch die Bergekübel zu Tage gefördert werden konnten.
Während des Abteufens waren bei 1000, 1100 und 1200 m die Füllörter der 3., 4. und 5. Sohle ausgesetzt worden. Am 31. Januar 1960 wurde die Endteufe von 1232,5 m erreicht. Im Bereich des Schachtes wurde das Erz zwischen 1150,5 und 1184,9 m angetroffen. Mit dem Bau des Fördergerüstes wurde am 23. November 1959 begonnen. Bis März 1960 wurden die restlichen Schachteinbauten fertiggestellt, danach wurde die Gestellfördereinrichtung für die Seilfahrt und die Erzförderung eingebaut. Die Förderkörbe der nördlichen Förderanlage des Doppelbockgerüstes erhielt drei Tragböden, die jeweils 20 Mann oder zwei kleine bzw. einen großen Förderwagen aufnehmen konnten. Insgesamt konnten pro Förderspiel 18 Tonnen gefördert werden. Im südlichen Trum wurde für Güterförderung und Seilfahrt eine kleinere Gestellförderanlage mit einer Nutzlast von 4,6 t Tragkraft eingebaut.

### Schacht Konrad 2
Der Schachtansatzpunkt des zweiten Schachtes (Lagekarte) wurde auf dem Gelände des Hüttenwerkes, zwischen den Bereichen der Schlackenverwertung und der Teerverwertung, festgelegt. Der Schachtmund lag bei etwa 90,2 m ü. NN, auch dieser Schacht erhielt eine lichte Weite von 7 m. Zwischen Ende 1959 bis zum Januar 1960 niedergebrachte Probebohrungen ergaben Lockergebirge für die ersten 33 Meter Teufe. Daher war eine einfache Durchteufung dieses Bereiches wie bei Schacht 1 nicht möglich, denn diese hätte eine Senkung des Grundwasserspiegels im Hüttenwerk bewirkt. Man beauftragte daher die Firma Weyss und Freytag, diesen oberen Abschnitt im „Senkschachtverfahren mit Überdruck“ (Caisson-Verfahren) abzuteufen, um ein Eindringen des Grundwassers in den Schacht zu vermeiden. Diese Arbeiten wurden am 1. März 1960 aufgenommen, am 29. Juli 1960 erreichte man den festen Bereich. Die weiteren Teufarbeiten übernahm am 14. November 1960 die Arbeitsgemeinschaft von Veruschacht GmbH und Gewerkschaft Walter, die auch schon Schacht 1 abgeteuft hatte, dieses Mal lag die Federführung bei der Gewerkschaft Walter. Die Arbeiten wurden am 31. Oktober 1962 bei einer Teufe von 999 Metern abgeschlossen. Hier wurde die 3. Sohle angesetzt.
Im Grubengebäude hatte Schacht 2 die Funktion des ausziehenden Wetterschachtes. Der Schacht diente auch der Seilfahrt und war mit einer eintrümigen Gestellförderung mit Gegengewicht ausgestattet, die auf zwei Tragböden jeweils 20 Personen oder je 2 Wagen aufnehmen konnte. Überdies diente der Schacht als Spülschacht: ein Schacht, über den das Versatzgut im Spülverfahren zur Verfüllung der ausgeerzten Abbaukammern eingebracht wurde.

### Bewetterung
Um eine Wetterführung bis vor Ort zu ermöglichen, wurde beim Vortrieb der Hauptsohlenstrecken parallel zur Richtstrecke und oberhalb der Firste eine Begleitstrecke mit einem kleineren Durchmesser mitgeführt. Die Zufuhr der Frischwetter erfolgte über die Richtstrecke, die verbrauchten Wetter wurden über die Begleitstrecke abgeführt. Weiter war der Schacht auf seiner ganzen Länge mit einem Wetterscheider versehen, durch den die Frisch- und Abwetter voneinander getrennt wurden. Nur so war es möglich, eine ausreichende Kühlung vor Ort zu ermöglichen, wo eine Gebirgstemperatur von 40 bis 50 °C vorherrschte. Wegen der trotz Bewetterung noch hohen Temperaturen vor Ort wurde während des Streckenvortriebs im 4-Schichtbetrieb (Arbeitszeit jeweils sechs Stunden) gearbeitet.

### Ausrichtung des Grubengebäudes
Die horizontale Ausrichtung des Grubengebäudes wurde zeitgleich mit den Abteufarbeiten begonnen. Von Schacht 1 ausgehend wurde im September 1959 die 3. Sohle (1000 m) angesetzt, die 4. Sohle im Oktober/November 1959 und die 5. Sohle im Januar 1960. Die Arbeiten wurden von umfangreichen Probenahmen begleitet, um weitere Erkenntnisse über die Lagerstätte und zur Planung des Erzabbaus zu erhalten. Auf der 5. Sohle wurden etwa 1500 Analysenproben aus Kernbohrungen und Schlitzproben genommen, auf der 4. Sohle lagen die Probenahmestellen noch etwas dichter, so dass hier etwa 2000 Analysenproben anfielen. Von der 3. Sohle liegen 2450 Analysen vor. Die Verbindung zwischen den beiden Schächten erfolgte auf der 3. Sohle, die von Schacht 2 aufgefahrene Strecke wurde am 24. Januar 1963 mit einem von Schacht 1 her vorgetriebenen Querschlag durchschlägig. Hierdurch wurde eine erhebliche Verbesserung der Wetterführung auf der gesamten Grube erreicht. Zum Anschluss der tiefer gelegenen Sohlen an das Bewetterungssystem wurden diese durch mehrere Aufhauen mit der 3. Sohle verbunden.
Zur weiteren Untersuchung des Erzlagers wurde 1963 von Schacht 2 ausgehend bei 900 m Teufe eine 2. Sohle aufgefahren, die durch ein Aufhauen von der 3. Sohle mit dem restlichen Grubengebäude verbunden wurde.

## Abbauverfahren
Im Streckenausbau wurden zur Sicherung anfänglich Stahlbögen eingesetzt. Aus Kostengründen ging man bald dazu über, die Strecken durch Gebirgsanker zu sichern. Hierbei setzte man zunächst Betonstahlmatten ein, die durch Klebe- oder Betonanker gesichert wurden. Ab den 1970er Jahren wurde der „Anker-Maschendraht-Verbundausbau“ verwendet, eine Kombination von Spreizhülsenankern mit Maschendrahtverzug.
Um die durch den Erzabbau geschaffenen Hohlräume wieder zu verfüllen, wurde ein Kies-/ Sandgemisch als Spülversatz verwendet. Das Versatzmaterial wurde aus einer zu diesem Zweck angelegten Sandgrube bei Üfingen gewonnen und auf dem Betriebsgelände von Schacht 2 auf einer 40.000 bis 80.000 m³ fassenden Halde zwischengelagert. Von dort wurde es über Fallbühnen im Schacht 2 eingebracht. Im Niveau von 667 m war eine Wasservorratstrecke für 3200 m³ Spülwasser aufgefahren worden, hier wurde das Material mit Wasser vermischt und dann über Rohrleitungen den ehemaligen Abbaubereichen zugeführt. Das Wasser wurde danach in einer Sumpfstrecke der 1100-m-Sohle gesammelt und zur Wiederverwendung in die Vorratsstrecke zurückgepumpt.

## Betrieb des Bergwerks
In geringem Umfang wurde die Erzförderung bereits im Dezember 1960 während des Streckenvortriebs aufgenommen. Auch in den folgenden Jahren wurde begleitend zu den Aus- und Vorrichtungsarbeiten Erz abgebaut, bis 1964 war dabei die Erzförderung von 75.300 t in 1961 auf 235.263 Jahrestonnen angestiegen. Dies war nur möglich durch eine Aufstockung der Belegschaft, die zwischen 1960 und 1964 von 130 auf 319 Mann angewachsen war. Ein Großteil der neu eingestellten Bergleute war zuvor auf anderen Eisenerzgruben der Salzgitter-Erzbergbau AG beschäftigt gewesen und wegen sinkender Absatzzahlen in ihren bisherigen Betrieben freigesetzt worden.
Bei der Wahl des Abbauverfahrens hatte man sich an der nahen Grube Peine orientiert, da dort z. T. vergleichbare Bedingungen vorlagen. Auf Konrad wurde das Verfahren des „schwebenden Kammer-Weitungsbaus“ angewendet. Der eigentliche Abbau wurde 1965 auf der 1000- und der 1100-m-Sohle aufgenommen. Die Förderung betrug 1966, dem ersten Jahr mit durchgängigem Erzabbau, 472.237 t Erz. Durch weitere Verbesserungen z. B. beim Schießverfahren, durch den Einsatz leistungsfähigerer Brecher und die Sicherung des Ausbaus ausschließlich durch den Anker-Maschendraht-Verbundausbau konnte die Förderleistung bei nahezu unveränderter Mitarbeiterzahl (1965: 333 Mann, 1969: 317 Mann) bis 1969 auf 669.214 t Erz gesteigert werden. Weitere Verbesserungen bei der Abförderung brachte mit der Einführung von Fahrladern die Umstellung auf gleislose, gummibereifte Fahrzeuge Anfang der 1970er Jahre. Zur Erhöhung der Beweglichkeit der Maschinen wurden Rampen und Wendeln aufgefahren, durch die die Fahrzeuge selbständig zwischen verschiedenen Niveaus wechseln konnten. Trotz abnehmender Belegschaft, 1972 waren nur noch 277 Mann beschäftigt, konnte die Förderung noch leicht gesteigert werden und erreichte in diesem Jahr 698.966 t.
Ab 1974 wurde das Abbauverfahren auf den streichenden Kammerbau umgestellt. Die abgebauten Hohlräume wurden nun nicht mehr mit Versatz aufgefüllt, zur Sicherung ließ man stattdessen Stützpfeiler stehen. Gegenüber der bisherigen konventionellen Abbaumethode konnten so die Verhiebzeiten auf ein Drittel verkürzt werden und die Leistung wurde von etwa 12 t auf 19–20 t / Mannschicht gesteigert. Die höchste Förderung der Grube Konrad wurde im Jahr 1973 trotz Reduzierung der Belegschaft auf 241 Mann mit 706.960 t Erz erreicht.
Nach ersten Versuchen Anfang der 1970er Jahre begann man 1976, noch vor der Einstellung der Erzgewinnung, mit der „schneidenden Erzgewinnung“, einem Verfahren, das schon auf der Grube Haverlahwiese erfolgreich eingesetzt wurde. Anstatt wie bisher üblich das anstehende Erz herauszusprengen, wurde es jetzt mit Teilschnittmaschinen herausgeschnitten und dann mit Ladern aufgenommen und zur Erzrolle transportiert (Load-Haul-Dump-Verfahren, LHD), von wo es weiter zum Schacht und zu Tage gefördert wurde.
Ende 1973 verschlechterte sich die wirtschaftliche Lage für den Erzbergbau. Folgen waren ein starker Personalabbau – 1975 waren nur noch 119 Mann beschäftigt – und eine Reduzierung der Förderung, die bis 1975 um mehr als die Hälfte sank und in diesem Jahr nur noch rund 283.000 t betrug. Im November 1974 hatte der Vorstand der Salzgitter AG bereits eine mögliche Stilllegung der Grube angeregt. Nachdem die Förderung bis zum August 1976 nochmals stark zurückgegangen war, wurde der Erzbergbau am 30. September 1976 eingestellt. Seit Aufnahme des Abbaus im Dezember 1960 waren auf der Schachtanlage Konrad 6,72 Mio. Tonnen Eisenerz gefördert worden.

## Nachfolgenutzung

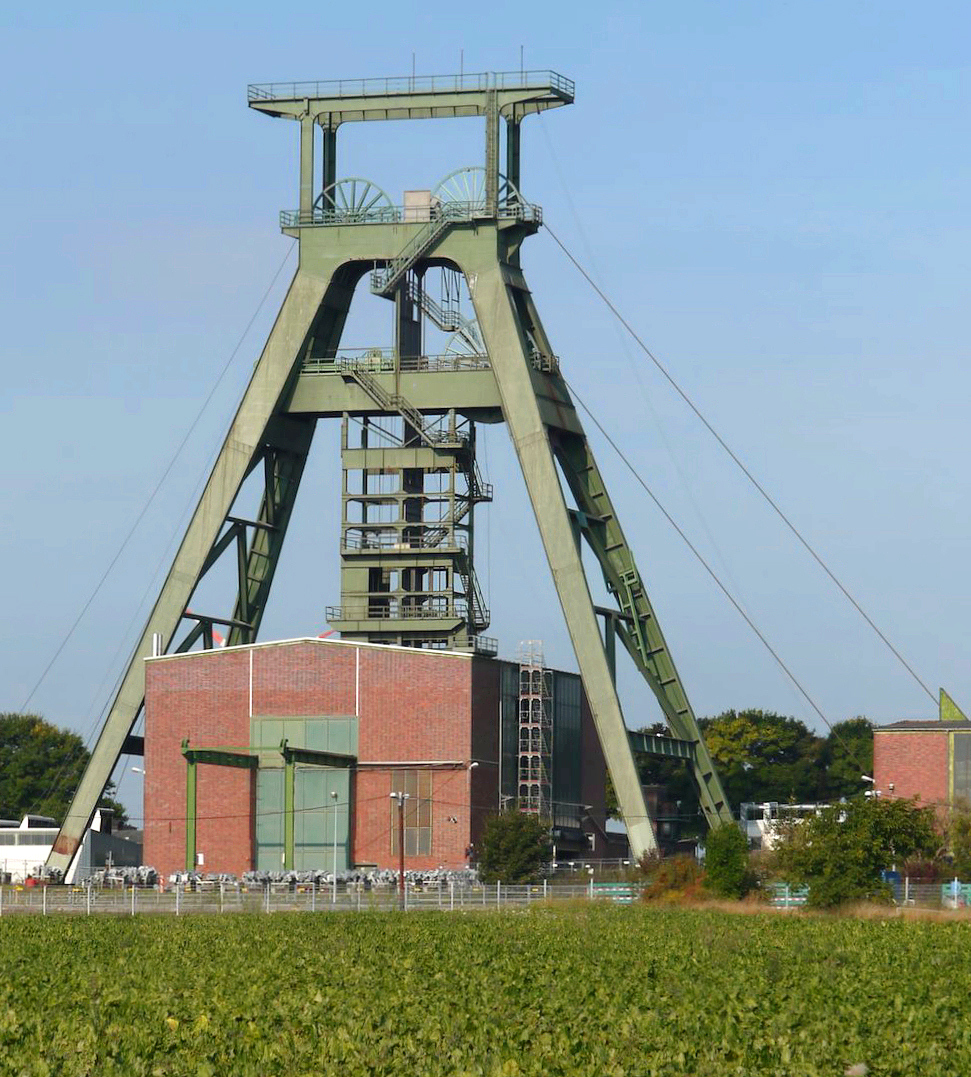
Fördergerüst Schachtanlage 1 (2012)

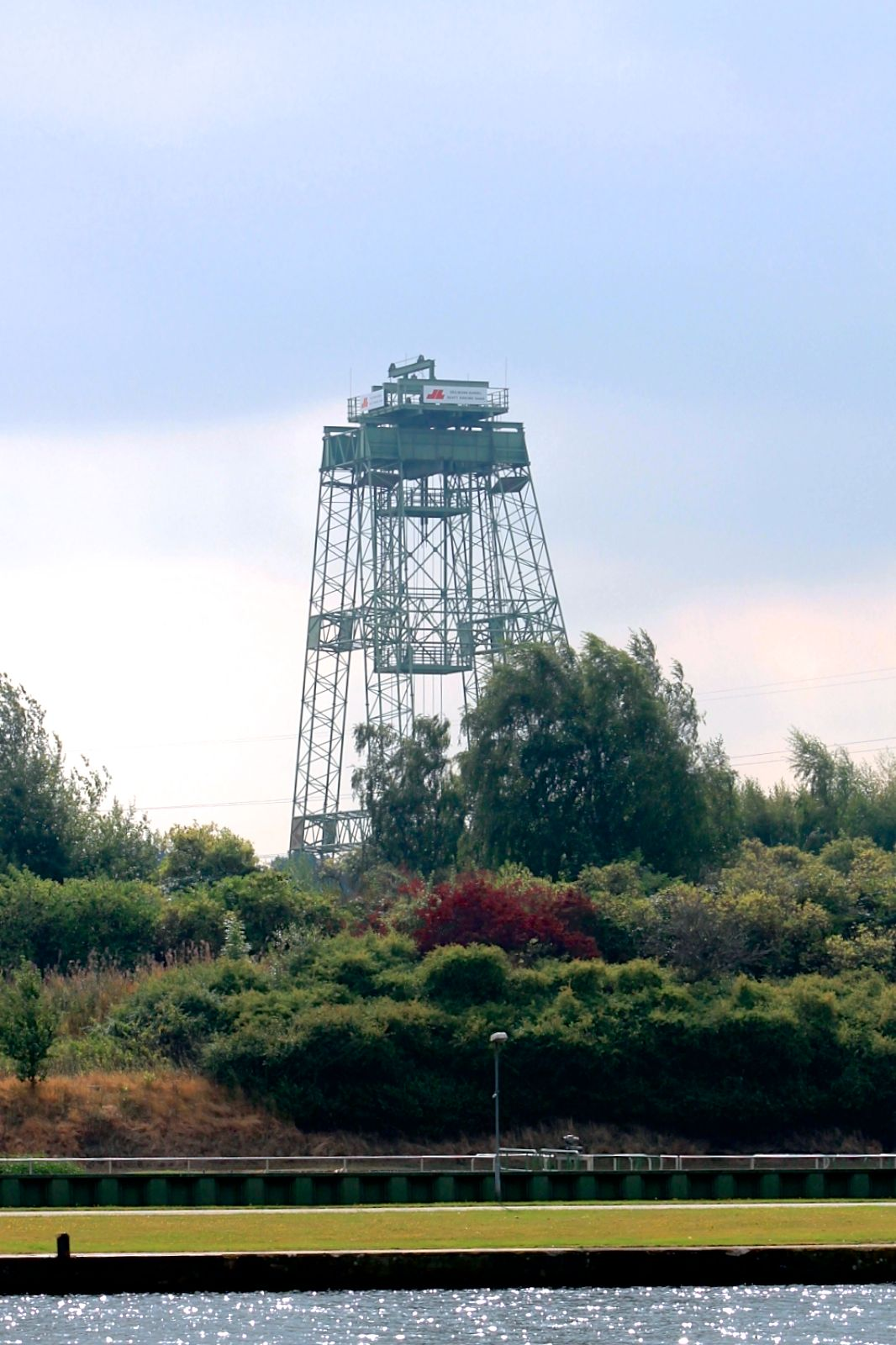
Arbeitsgerüst der Schachtanlage 2 (2012)

Um eine Schließung der Grube zu verhindern, waren von der Salzgitter AG schon 1974 Überlegungen angestellt worden, die Grube nach einer Einstellung des Erzabbaus als Untertagedeponie für Abfälle zu nutzen. Zu dieser Zeit begann bundesweit auch die Suche nach einem geeigneten unterirdischen Deponieraum für radioaktive Abfälle. 1975 führte die Gesellschaft für Strahlen- und Umweltforschung (GSF) – heute das Helmholtz Zentrum München – erste Untersuchungen auf Konrad durch, als deren Ergebnis eine mögliche Nutzung der Grube als Deponie für radioaktiven Abfall in Erwägung gezogen wurde.
Nach der Einstellung der Erzförderung nahm die GSF in Zusammenarbeit mit dem Kernforschungszentrum Karlsruhe im Auftrag des damaligen Bundesministeriums für Forschung und Technologie (heute Bundesministerium für Bildung und Forschung) weitere Untersuchungen auf, die sich im Wesentlichen mit den geologischen und bergmännischen Gegebenheiten des Bergwerks befassten. Der im Juli 1982 vorgestellte Abschlussbericht kam zu folgendem Ergebnis:

„Die Gesellschaft für Strahlen- und Umweltforschung stellt zum Abschluss der Eignungsuntersuchungen zusammenfassend fest, dass die Eignung der Schachtanlage Konrad für die Endlagerung von schwachradioaktiven Abfällen und Stilllegungsabfällen durch die vorliegenden Ergebnisse belegt und die kerntechnische Sicherheit des Betriebes nachgewiesen ist.“

Auf Grund dieses positiven Ergebnisses stellte die Physikalisch-Technische Bundesanstalt (PTB) als die damals für die Endlagerung zuständige Bundesbehörde am 31. August 1982 den Antrag auf Einleitung des nach dem Atomgesetz vorgeschriebenen Planfeststellungsverfahrens. Zur Ergänzung der bisher gewonnenen Plandaten wurde 1982 ein erweitertes Standorterkundungsprogramm gestartet. 1992 wurde die Grube in das Eigentum des Bundes überführt, die Betriebsführung wurde von der Deutschen Gesellschaft zum Bau und Betrieb von Endlagern für Abfallstoffe (DBE) übernommen. Im Jahr 2007 wurde mit den Umrüstarbeiten für die Errichtung des Endlagers begonnen. Da das Konzept die Anlieferung und Einlagerung der Abfälle über den Schacht 2 vorsah, wurden das Fördergerüst und die Tagesanlagen von Schacht 2 abgerissen und werden neu gebaut. Für die Aufrechthaltung des Betriebes wurde Anfang 2008 eine temporäre Förderanlage errichtet. Nach heutigem Kenntnisstand (2018) wird eine Inbetriebnahme des Endlagers frühestens 2027 möglich sein.